# BBC First (Canada)
Pour les articles homonymes, voir BBC First.
BBC First est une chaîne de télévision canadienne spécialisée de catégorie B appartenant à Blue Ant Media (en) lancée le 12 mars 2006. Elle diffuse principalement des émissions britanniques produites par la BBC, des films, ainsi que quelques émissions canadiennes.

## Histoire
En août 2005, John S. Panikkar, cofondateur de High Fidelity HDTV, obtient une licence auprès du CRTC pour le service ArtefactHD « consacré aux collectionneurs et à leurs collections et qui mettrait en valeur les créations ainsi que la beauté, les particularités, l'esthétique et les qualités de l'objet pour l'objet ».
La chaîne a été lancée le 12 mars 2006 sous le nom Treasure HD, soit le nom d'une chaîne équivalente américaine appartenant à Voom HD Networks, filiale de AMC Networks, dont la chaîne tirait la majorité de sa programmation.
La chaîne change de nom en août 2011 pour HIFI.
Le 21 décembre 2011, High Fidelity HDTV a annoncé son achat par Blue Ant Media, l'actionnaire majoritaire de Glassbox Television et actionnaire minoritaire de Quarto Communications. La transaction a été approuvée par le CRTC en juillet 2012.
En mars 2021, la chaîne change pour son nom actuel.